# 干净与公平选举联盟
干净与公平选举联盟，簡稱净选盟（BERSIH），是由公民社会组织及政党组成的联盟，乃是从2005年7月成立的选举改革联合行动委员会蜕变而成。联盟的首要宗旨是推动马来西亚的选举制度和程序改革，以促进自由与公平的选举为己任。
净选盟八大选举改革诉求:

一、准确的选民册；

二、使用不褪色墨汁；

三、改革邮寄选票制度；

四、至少21天的竞选期；

五、自由和公平地使用媒体；

六、强化公共机制；

七、杜绝贪污滥权以及

八、杜绝肮脏政治手段。

## 现任领导人
| 净选盟2020-2022年度理事 |            |
| 职位                    | 名字       |
| 主席                    | 范平东     |
| 署理主席                | 阿都哈林   |
| 副主席                  | 张章如     |
|                         | 毕华丽佐曼 |
| 财政                    | 饶兆颖     |
| 理事                    | 艾力士强森 |
|                         | 阿克马希山 |

## 另見
- 2007年净选盟大集会
- 2011年净选盟2.0人民集会
- 2012年净选盟3.0集会
- 2015年净选盟4.0集会
- 2016年淨選盟5.0集會